# Єнебей-Урсаєво
Єнебе́й-Урса́єво (рос. Енебей-Урсаево, башк. Йәнәби-Урсай) — село у складі Міякинського району Башкортостану, Росія. Адміністративний центр Єнебей-Урсаєвської сільської ради.
Населення — 285 осіб (2010; 364 в 2002).
Національний склад:
- башкири — 99 %